# Westerplatte-Denkmal

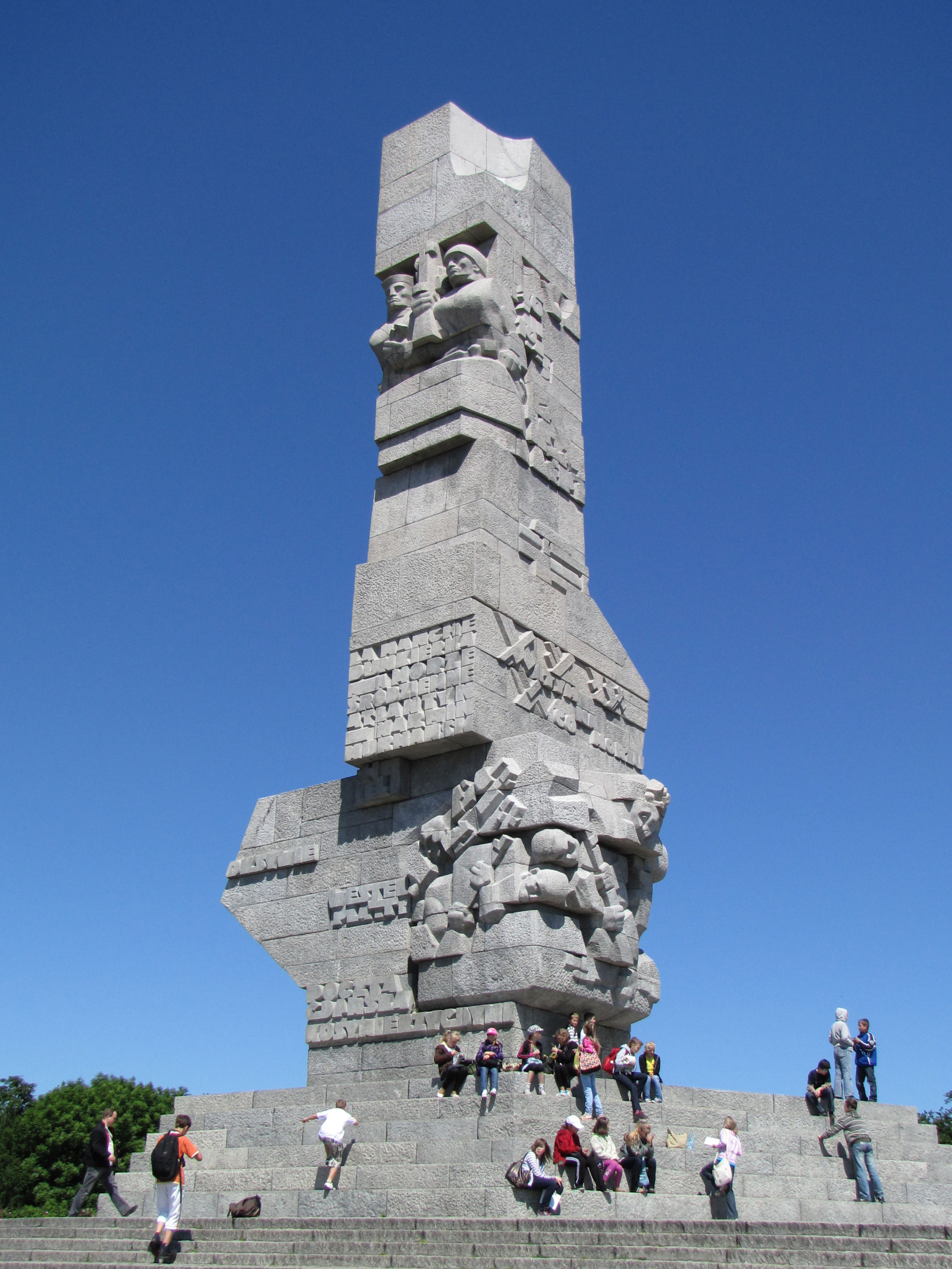
Das Westerplatte-Denkmal

Das Westerplatte-Denkmal, polnisch Pomnik Obrońców Wybrzeża (Denkmal der Verteidiger der Küste), wurde am 9. Oktober 1966 auf der Westerplatte bei Danzig enthüllt. Es erinnert an die Verteidigung der Westerplatte durch polnische Soldaten zu Beginn des Zweiten Weltkrieges.
Das 23 Meter hohe Monument entstand aus 236 Granitblöcken aus einem Steinbruch im niederschlesischen Strzegom und weist ein Gesamtgewicht von 1150 Tonnen auf. Es steht am Ufer des Hafenkanals in der Mitte eines künstlichen Hügels.
Das Denkmal wurde von Franciszek Duszeńko, Adam Haupt und Henryk Kitowski entworfen.

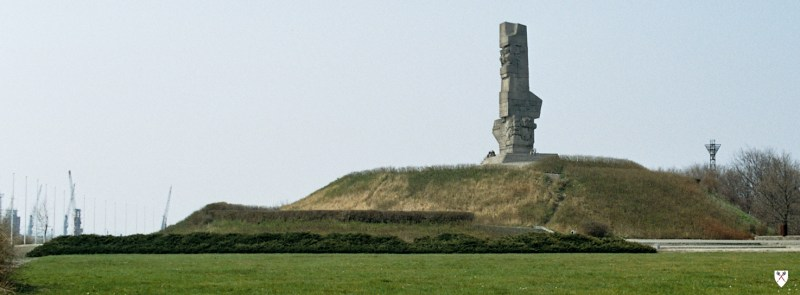
Das Westerplatte-Denkmal